# Boryeong
Boryeong è una cittadina della Corea del Sud situata sulle coste del Mar Giallo, nella Provincia del Sud Chungcheong.
È nota in Corea e all'estero per le sue spiagge e per il "Mud Festival", che si tiene ogni anno nel mese di luglio.